# Tetracera
- Commons
- Wikispecies

Tetracera L. é um género botânico pertencente à família Dilleniaceae.

## Espécies
- Tetracera alnifolia Willd.
- Tetracera asiatica (Lour.) Hoogland
- Tetracera cowleyana F. M. Bailey
- Tetracera indica (Christm. & Panz.) Merr.
- Tetracera loureiri (Fin. & Gagnep.) Pierre ex Craib
- Tetracera madagascariensis (Willd.) ex Schltdl.
- Tetracera sarmentosa (L.) Vahl subsp. andamanica (Hoogl.) Hoogl.
- Tetracera sarmentosa (L.) Vahl subsp. asiatica (Lour.) Hoogl.
- Tetracera scandens (L.) Merr.
- Tetracera volubilis L.
- Lista completa

## Classificação do gênero
| Sistema | Classificação                       | Referência               |
| ------- | ----------------------------------- | ------------------------ |
| Linné   | Classe Polyandria, ordem Tetragynia | Species plantarum (1753) |